# 2047 Science Center
2047 Science Center (tidigare Framtidsmuseet) är en kunskapsarena inom naturvetenskap och teknik i Borlänge. Det öppnade 30 november 1986.

## Historik
Verksamheten öppnade 1986 under namnet Framtidsmuseet. Det var då inrymt som en del av Folkets hus i Borlänge.
2017 tog man ner skylten Framtidsmuseet och bytte namn till 2047 Science Center. Namnbytet motiverades med att man inte såg sig som ett museum utan som ett mer modernt inriktat vetenskapscentrum (jämför Universeum i Göteborg).
I samband med skyltbytet på husets fasad tog man också ner Folkets hus-skylten högre upp på samma vägg; den verksamheten kallas nu sedan länge Galaxen.

## Verksamhet
2047 Science Center arbetar på flera sätt med att öka intresset för naturvetenskap och teknik. 2047 Science Center är ett besöksmål med interaktiva experimentmiljöer, planetarium, experimentverkstäder. Här kan nyfikna i alla åldrar experimentera, uppleva och lära mer om naturvetenskap och teknik. 2047 Science Center bedriver skolverksamhet där pedagoger och elever kan ta del av pedagogiska program inom naturvetenskap och teknik, delta  i experimentlektioner, lärarfortbildning, seminarier och föreläsningar. 2047 Science Center driver projekt i samarbete med näringsliv och högre utbildningar för att främja kompetensförsörjningen i regionen.